# Bart Welten
Bartholomeus Johannes Maria (Bart) Welten (Breda, 3 oktober 1922 – Ulvenhout, 29 november 1970) was een Nederlands beeldhouwer.

## Leven en werk
Om zich te bekwamen in de plastische vormgeving ging Welten al vroeg werken in het atelier van de beeldhouwer Toon van de Wiel in Breda. In 1946 vertrok hij naar de Koninklijke Academie van Beeldende Kunsten in Den Haag, waar hij bij Bon Ingen-Housz werkte. Daarna zette hij zijn beeldhouwersopleiding voort aan het Nationaal Hoger Instituut voor Schone Kunsten in Antwerpen.
Een gesprek met Jozef Muls te Kapellen leverde hem een introductie op voor het kunsthistorisch instituut van de Katholieke Universiteit Leuven, waar hij zich in 1949 liet inschrijven. Hij studeerde in 1953 cum laude af op een licentiaatsthesis over de Dea Nehalennia. In zijn laatste studiejaar werd hij benoemd tot docent kunstgeschiedenis en ruimtelijke vormgeving aan de Academie St. Joost te Breda, waarna hij ook nog functies aanvaardde als tekenleraar middelbaar onderwijs in Nijmegen (Mater Dei) en in Ubbergen (Notre Dame des Anges). Bovendien was hij docent cultuurgeschiedenis aan de Katholieke Leergangen te Tilburg.

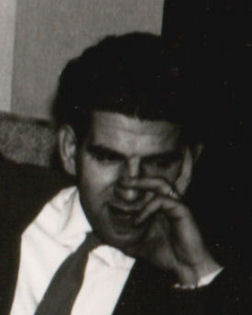
Bart Welten (in 1968)

In 1955 werd hij lid van de Gemeenschap Beeldende Kunstenaars Nijmegen (GBKN). In 1956 ging hij in Oosterhout wonen en in 1969 in Ulvenhout. In 1960 promoveerde Welten summa cum laude tot doctor in de oudheidkunde en kunstgeschiedenis. Het proefschrift was getiteld Het Kunstonderwijs in Nederland.

## Werken
Als beeldhouwer maakte Bart Welten plastieken in brons, steen, metaal, kunstharsen en cybernetische plastieken. Ofschoon hij een relatief korte carrière had (Welten werd slechts 49 jaar oud) heeft hij veel werk nagelaten. De vroege beelden zijn vooral religieus van aard. Later maakte hij veel meisjesfiguren. In de laatste jaren werkte hij vooral aan bewegende objecten.
Sambeek
- 14 kruisweg reliëfs (ca. 1955), Johannes de Doper kerk

Ewijk
- 3 gevelbeelden: St. Jan de Doper, St. Antonius van Padua en een vredesduif (ca. 1961), Johannes de Doperkerk

Nijmegen
- St. Jozef (1954) en St. Dominicus (1956), Dominicuskerk
- Touwspringend Meisje (1956), plantsoen Hatertseweg/Hazekampseweg (begin 2010 met grof geweld bij de voeten afgezaagd)
- Giraffe, Zwaan, Eekhoorn en Pauw (1959), Constantijn de Groteschool (gesloopt)
- Meisje met Paraplu (1961), Karel Doormanschool
- Sedes Sapientiae (1962), polyester gevelbeeld, Mater Dei, Berg en Dalseweg 207, voormalige meisjesschool voor voortgezet onderwijs (in 1968 gefuseerd tot Canisius College) en klooster van de Ursulinen van de Romeinse Unie
- 3 abstracte relïefs (1964), Radboud Universiteit Nijmegen
- Eeuwigdurend spuitende fontein (1966), Keizer Karelplein

Wenen
- Jozephientje (1951), Nederlandse Ambassade in Wenen

Vught 
- Paulus, Antonius (1958), Vughts Museum

Valkenswaard
- Maria met Kind, Museum Van Gerwen-Lemmens (gesloten in 2008; collectie verspreid)

Bergen op Zoom
- De Heilige Martelaren van Gorcum (1962), Heilig Hartkerk aan het Piusplein

## Fotogalerij

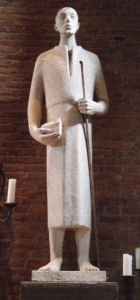
St. Joseph (1954)
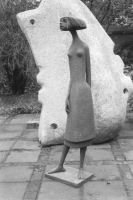
Jozephientje (1953)
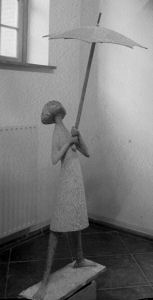
Meisje met paraplu (1961)
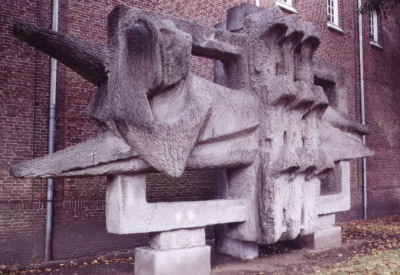
De Heilige Martelaren van Gorcum (1962)
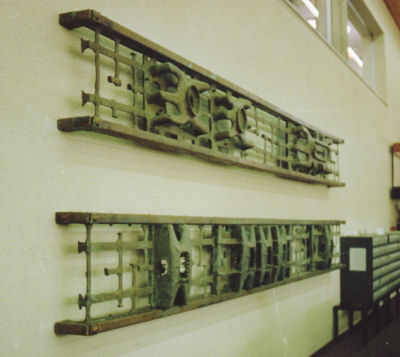
Abstracte reliëfs (1964)
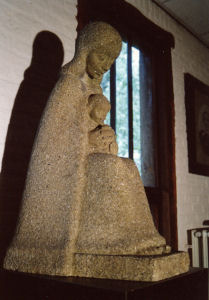
Maria met Kind
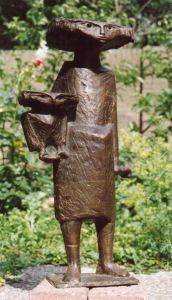
Kind met Uil (Privé bezit)